# The Mills of the Gods (1912)
The Mills of the Gods is een Amerikaanse stomme film uit 1912, onder regie van Ralph Ince en met in de hoofdrol Rosemary Theby. Destijds werd de film in Nederland uitgebracht onder de titel Door het ongeluk achtervolgd.

## Verhaal
Wanneer Giulia (Rosemary Theby) de avances van de rijke landeigenaar Lorenzo (L. Rogers Lytton) afwijst, laat hij haar ontslaan en blijft hij haar belagen. Gelukkig vindt ze haar toevlucht bij Miguel (Leo Delaney) en al snel trouwen ze. Lorenzo zint echter op wraak en laat Miguel ontslaan bij elke werkgever waar hij aan de slag gaat. Na jaren van pesterijen besluit Maria, Giulia's zus, haar eigen wraak te nemen op Lorenzo.

## Rolverdeling
| Acteur           | Personage                        | Opmerkingen               |
| ---------------- | -------------------------------- | ------------------------- |
| L. Rogers Lytton | Lorenzo                          |                           |
| Leo Delaney      | Miguel                           |                           |
| Rosemary Theby   | Giulia                           |                           |
| Zena Keefe       | Maria, Giulia's Sister           |                           |
| George Cooper    | Tano, an Instrument of Lorenzo's |                           |
| Tefft Johnson    | Piche, Miguel's Brother          |                           |
| Adele DeGarde    | Rosa, Miguel's Daughter          |                           |
| Harry Northrub   | DeWaldis, Giulia's Lawyer        |                           |
| Evelyn Dumo      | The She-Wolf                     | als Evelyn Dominicus      |
| Mae Costello     | The Nurse                        | als Mrs. Maurice Costello |

## Trivia
- Naar aanleiding van de film werd de roman van George P. Dillenback, waarop de film gebaseerd is, opnieuw uitgegeven met beelden uit de film.[3]
- De originele film is wellicht zoekgeraakt.[4] Het enige overgebleven exemplaar lijkt de Nederlandse versie te zijn, die in het bezit is van het Eye Filmmuseum.